# Geoffrey Colin Shephard
Geoffrey Colin Shephard foi um matemático britânico.

## Carreira
Shephard obteve um Ph.D. em 1954 na Universidade de Cambridge, orientado por John Arthur Todd. Foi professor de matemática da Universidade da Ânglia Oriental até aposentar-se.
É um matemático que trabalha com geometria convexa e grupos de reflexão. Ele questionou o problema de Shephard nos volumes de corpos convexos projetados, apresentou outro problema nas redes poliédricas, provou o teorema de Shephard-Todd na teoria invariante de grupos finitos, iniciou o estudo de politopos complexos e classificou os grupos de reflexão complexos.
Shephard obteve seu Ph.D. em 1954, do Queen's College, Cambridge, sob a supervisão de John Arthur Todd. Ele foi professor de matemática na Universidade da Ânglia Oriental até sua aposentadoria.

## Publicações selecionadas
- Grünbaum, Branko; Shephard, Geoffrey Colin (1987), Tilings and Patterns, ISBN 978-0-7167-1193-3, New York: W. H. Freeman, MR 857454
- McMullen, Peter; Shephard, Geoffrey Colin (1971), Convex Polytopes and the Upper Bound Conjecture, ISBN 978-0-521-08017-0, Cambridge University Press, MR 0301635
- Shephard, Geoffrey Colin (1972), Queens' College Dial: A Short Description of the Sun-dial in Queens' College, Cambridge, ISBN 978-0-9503358-0-3, Self-published